# Golfe Spencer
Pour les articles homonymes, voir Spencer.

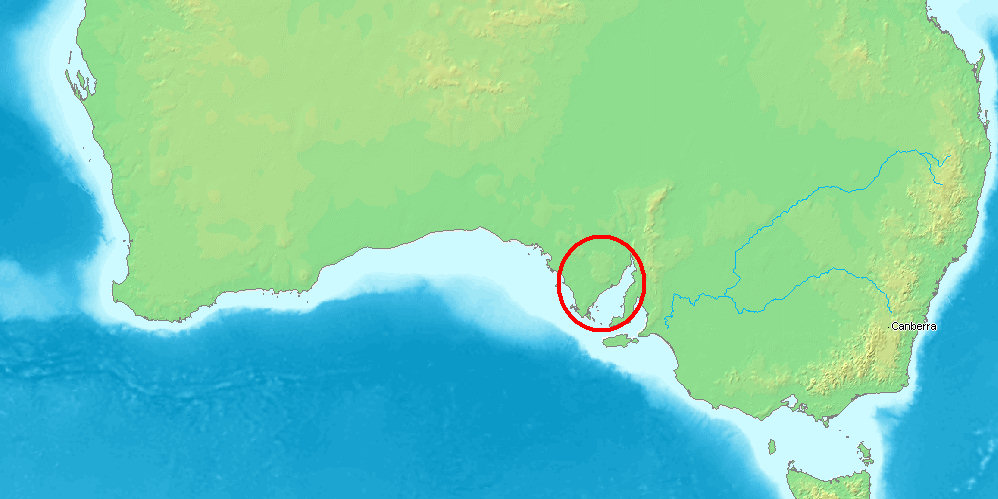
Localisation du golfe Spencer

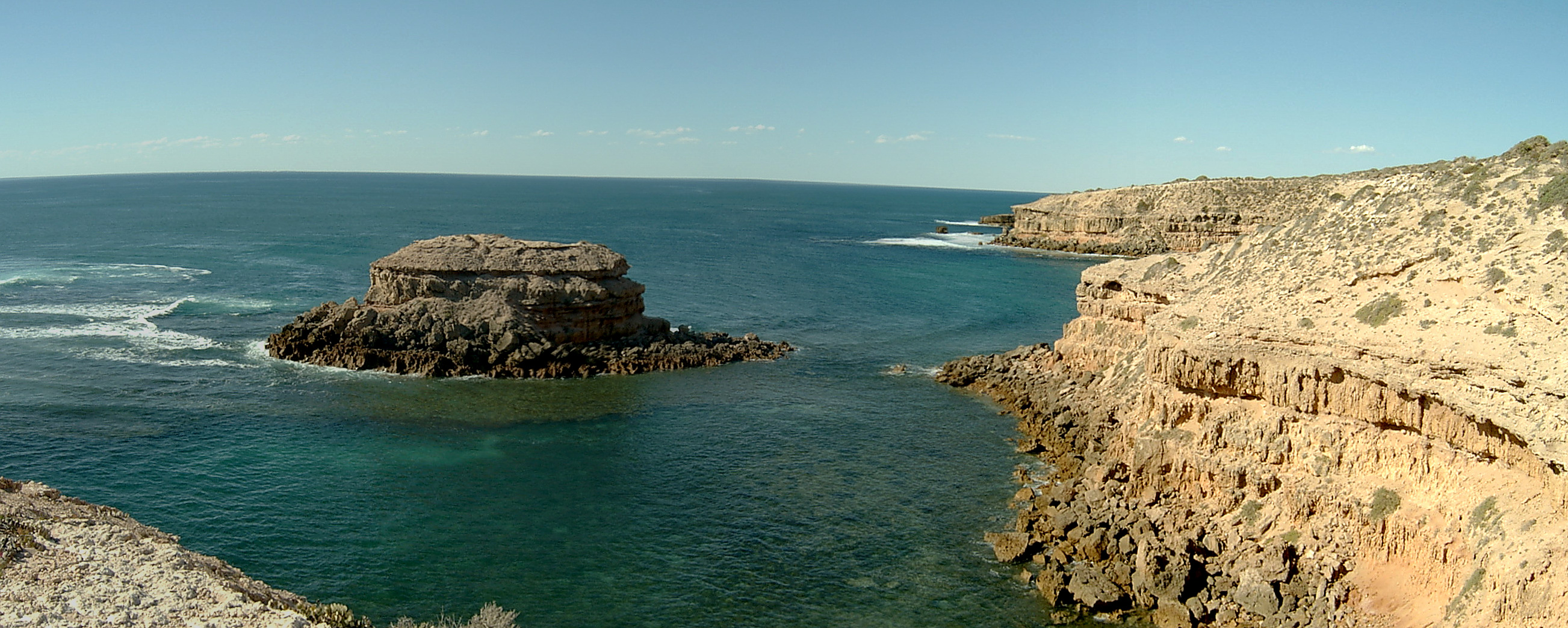
Le cap Bauer à l'extrémité sud-est du golfe Spencer

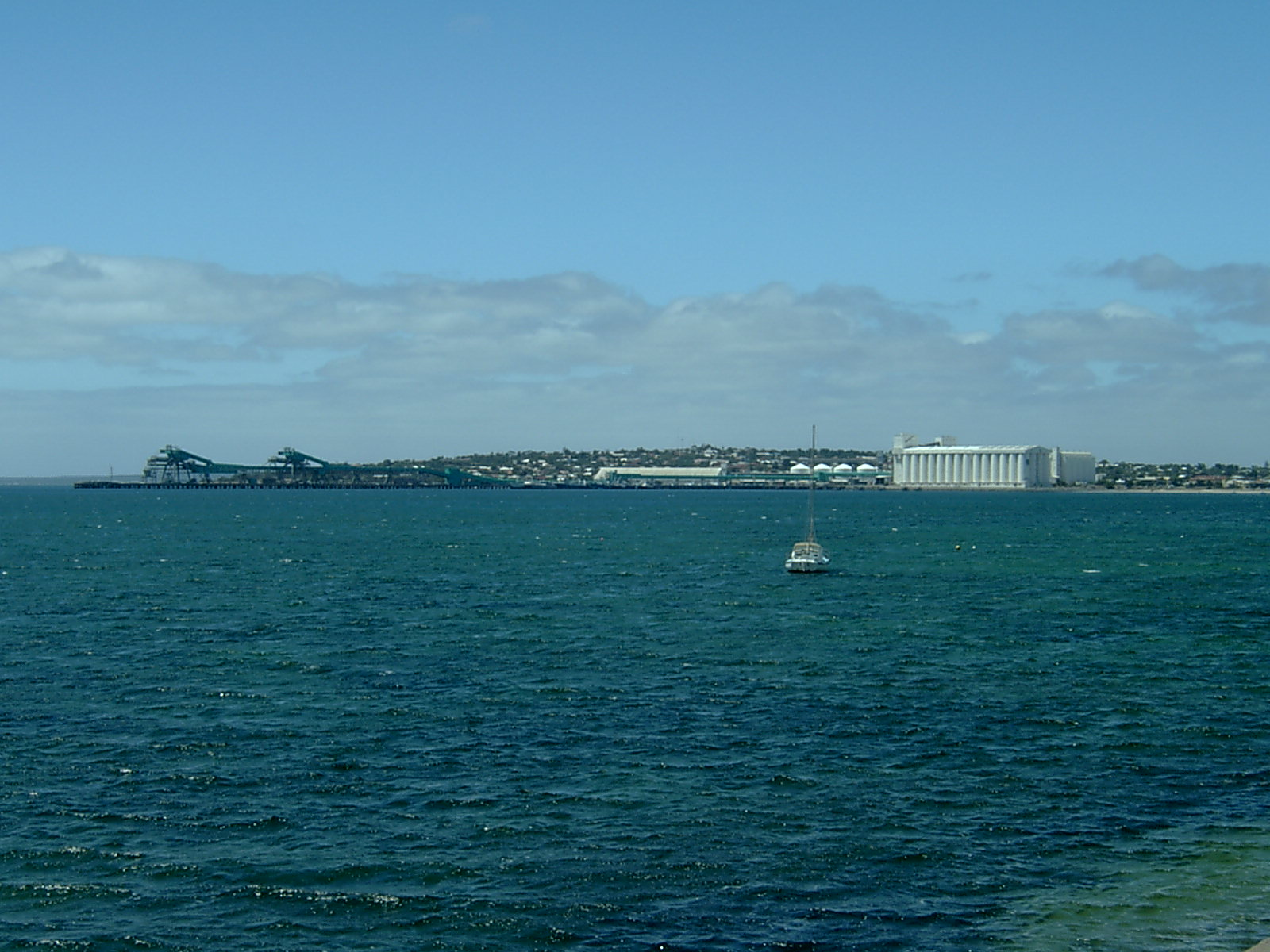
Boston Bay et Port Lincoln à l'extrémité sud ouest du Golfe Spencer

Le golfe Spencer est le plus à l'ouest des deux grands golfes de la côte sud de l'île principale de l'Australie, dans l'état d'Australie-Méridionale dans la grande baie australienne. Il est profond de 322 kilomètres et large de 129 kilomètres à son embouchure. 
Il est bordé sur sa côte ouest par la péninsule d'Eyre et sur sa côte est par la péninsule de Yorke qui le sépare du golfe Saint Vincent. Les principales villes bordant le golfe sont Whyalla, Port Pirie et Port Augusta.
Le golfe doit son nom à Matthew Flinders qui, en 1802, lui donna le nom de George John Spencer, Deuxième comte Spencer, un ancêtre de Diana, Princesse de Galles. Le golfe avait été aussi appelé golfe Bonaparte par Nicolas Baudin à peu près à la même époque mais ce nom français n'a pas été retenu alors qu'il l'a été pour la péninsule voisine, la péninsule Fleurieu.
L'intérieur des terres bordant la péninsule fut exploré par Edward John Eyre en 1839, 1840 et 1841. Le peuplement européen des côtes du golfe commença à la fin des années 1840.